# Llyn Cerrig Bach
Llyn Cerrig Bach (wal. [ɬɨn ˈkɛrɪg baːχ], „See der kleinen Steine“) ist der Name eines kleinen Sees im Nordwesten der walisischen Insel Anglesey in der Nähe von Llanfihangel yn Nhowyn. In den Jahren 1942/43 wurde hier beim Bau eines Stützpunktes der Royal Air Force (RAF) das wichtigste Lager von Artefakten aus der La-Tène-Zeit auf den Britischen Inseln gefunden.

## Archäologische Fundstätte

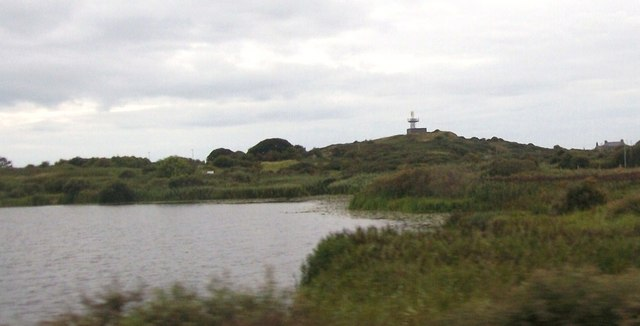
See und RAF-Station

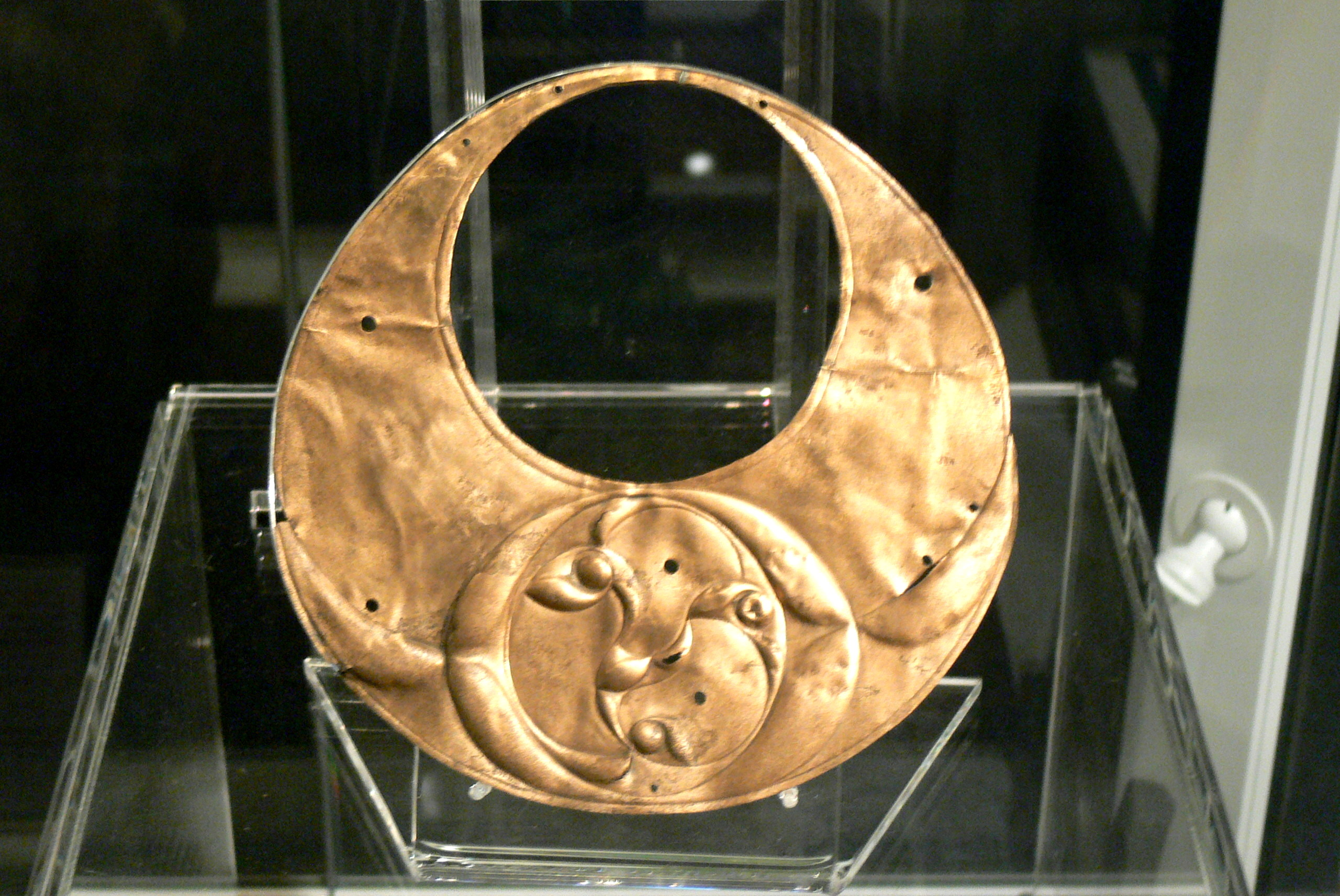
Lunula

Beim Trockenlegen des sumpfigen Uferbereiches im Moorgebiet Cors yr Ynys am Südrand des Sees kamen eisenzeitliche Artefakte zu Tage. Als erstes wurde eine eiserne Sklavenkette entdeckt, die allerdings nicht gleich als eisenzeitlich erkannt wurde. Die mehr als 2000 Jahre alte Kette fand zunächst als Schlepptrosse für steckengebliebene Fahrzeuge Verwendung. Nach der später doch erfolgten Datierung begann eine systematische Suche durch den Archäologen Cyril Fox (1882–1967).
Insgesamt 181 Artefakte aus Eisen, Kupfer und Bronze sowie mehrere Tierknochen wurden gefunden, vor allem verschiedene Waffen, an die 22 Beschläge und Reste von Streitwagen (aus einigen der Teile wurde ein derartiger Wagen rekonstruiert), Pferdegeschirre, Reste einer Carnyx (Trompete), Kesselfragmente, Beschläge für Kultstäbe und Szepter sowie eine weitere Sklavenkette. Eine mondförmige goldüberzogene Bronze-Platte aus dem 2. oder 1. Jahrhundert v. Chr. ist durch Zirkelschläge in Triskelen aufgeteilt. Am absichtlichen Verbiegen und Zerbrechen der Fundgegenstände war ihr Zweck als Opfergaben zu erkennen. 
Die Herstellungsorte konnten teils als lokal, teils in Irland, größtenteils aber in Südengland lokalisiert werden. Die Zeit der Benutzung als Opferplatz wurde vom 2. Jahrhundert v. Chr. bis zur Invasion der Römer (1. Jahrhundert n. Chr.) datiert, die meisten Opfergaben wurden zwischen 150 v. Chr. bis 60 n. Chr. deponiert.
Als um 60 n. Chr. der römische Feldherr und Statthalter Gaius Suetonius Paulinus Anglesey eroberte, war die Insel ein wichtiges Zentrum des Druidentums, was die Bedeutung des Opferplatzes bestätigt. Ab diesem Zeitpunkt fanden in Llyn Cerrig Bach nahezu keine Opferungen mehr statt.
Fast alle Artefakte sind heute im National Museum of Wales in Cardiff ausgestellt.